# Palabra chin
Chin es una palabra del español que posee diversos significados y usos en diferentes regiones hispanohablantes.

## Definiciones

### Interjección para llamar al cerdo
En algunas regiones, "chin" se utiliza como interjección para llamar al cerdo.

### Interjección coloquial en México
En México, "chin" es una interjección coloquial empleada para expresar sorpresa o enfado. Es comúnmente utilizada en situaciones informales.

### Sustantivo en Puerto Rico y República Dominicana
En Puerto Rico y la República Dominicana, "chin" es un sustantivo que significa poca cantidad de algo. Se emplea para referirse a una pequeña porción o cantidad de algo.

## Uso en América Latina
En varios países de América Latina, "chin" también se utiliza con el significado de poca cantidad de algo. Este uso es común en el habla coloquial y varía según la región.